# Kreben (Fischen im Allgäu)
Kreben (mundartlich: Kreabə) ist ein Gemeindeteil der Gemeinde Fischen im Allgäu im bayerisch-schwäbischen Landkreis Oberallgäu.

## Geographie
Der Weiler liegt circa drei Kilometer südlich des Hauptorts Fischen. Östlich der Siedlung verläuft die Bundesstraße 19.

## Ortsname
Der Ortsname stammt vom Familiennamen Kreb und bedeutet Siedlung des Kreb. Die Bezeichnung Korb als Wort für eine Vertiefung könnte auch möglich sein.

## Geschichte
Kreben wurde erstmals urkundlich im Jahr 1396 erwähnt. Im Jahr 1540 wurde Konrad Kerb zum Kerben im Ort erwähnt.